# Vladímir Grushijin
Vladímir Yúrievich Grushijin –en ruso, Владимир Юрьевич Грушихин– (11 de junio de 1971) es un deportista ruso que compitió en piragüismo en la modalidad de aguas tranquilas. Ganó una medalla de bronce en el Campeonato Mundial de Piragüismo de 2003, en la prueba de K4 500 m, y  una medalla de bronce en el Campeonato Europeo de Piragüismo de 2004, en la prueba de K2 500 m.

## Palmarés internacional
| Campeonato Mundial | Campeonato Mundial           | Campeonato Mundial | Campeonato Mundial |
| Año                | Lugar                        | Medalla            | Competición        |
| ------------------ | ---------------------------- | ------------------ | ------------------ |
| 2003               | Gainesville (Estados Unidos) | Medalla de bronce  | K4 500 m           |
| Campeonato Europeo |                              |                    |                    |
| Año                | Lugar                        | Medalla            | Competición        |
| 2004               | Poznań (Polonia)             | Medalla de bronce  | K2 500 m           |